# Spigelia blanchetiana
Spigelia blanchetiana är en tvåhjärtbladig växtart som beskrevs av A. Dc.. Spigelia blanchetiana ingår i släktet Spigelia och familjen Loganiaceae. Inga underarter finns listade i Catalogue of Life.